# 플루토 (님프)
플루토(Plouto)는 그리스 신화에서 제우스에 의해 탄탈로스를 낳은 님프로, 오케아누스와 테튀스의 딸이다.